# Vincenz Koffsky
Vincenz Koffsky, auch latinisiert Vincentius Koffsky, polnisch Wincenty Koffski oder Kowski, (* im 15. Jahrhundert; † 1488 in Danzig) war ein alchemistischer Autor.
Nach Karl Christoph Schmieder, der in seiner Geschichte der Alchemie von 1832 die Ansichten älterer Autoren wiedergibt, war er gebürtiger Pole und sei als Dominikaner in einem Kloster in Danzig 1488 verstorben. Er wäre damit der früheste bekannte polnische Alchemist. Seine Schrift vom Stein der Weisen, datiert 1478, wurde angeblich 1560 im Rahmen der Reformation eingemauert im Kreuzgang des Schwarzen Mönchsklosters gefunden (Schmieder) und danach durch Abschriften verbreitet (zuerst gedruckt 1608) und 1612 ins Deutsche übersetzt (zuerst 1681 veröffentlicht). 
Nach Schmieder gehört er zur Schule von Basilius Valentinus (den Schmieder mit anderen Autoren ins 15. Jahrhundert datiert), da er die Anwendung von „Antimon“ lehrt. Nach neueren Untersuchungen ist Name und Vita des Autors fiktiv und ein Pseudonym für eine Gruppe den Rosenkreuzern nahestehender Autoren. Schon der Herausgeber Benedictus Figulus, unter dem der Tractatus von Koffsky erstmals 1608 erschien, wird zum Umfeld der ersten Rosenkreuzer gezählt und die in der Schrift dargestellten Ideen stehen denen der Fama Fraternitatis nahe.

## Schriften
- Vincentius Koffsky: Hermetische Schriften: denen wahren Schülern und Nachfolgern unserer geheimen Spagirischen Kunst zum Nuz beschrieben und hinterlaßen den 4. Oct. 1478, 2 Bände, Nürnberg: Stein 1786
- Vincenz Kofsky: Ein außführlicher schöner und außbündiger Bericht von der Ersten Tinctur-Wurtzel und auch materia prima dess gebenedenten uhralten Steins der Weisen, Danzig 1681 (verlegt von Bruno Tancken, gedruckt bei Johann Friedrich Gräfen)
  - auch abgedruckt mit einer Schrift von Pseudo-Lull und Alphidius in: Trinum Chymicum oder Drey Chymische Tractätlein, Straßburg 1699
  - lateinisches Original in: Benedictus Figulus: Thesaurinella Olympica Aurea Tripartita (mit Schriften von Bernhardus Trevisanus, Paracelsus), Frankfurt 1608, 1682 (als Tractatus de prima materia veterum lapidis philosophorum)